# Pastor-Roller-Kirche
Die Pastor-Roller-Kirche in Dresden, auch Lausaer Kirche und Weixdorfer Kirche, ist die Pfarrkirche der evangelisch-lutherischen Kirchgemeinde Weixdorf. Sie seht im Dresdner Norden im Stadtteil Lausa, der zur Ortschaft Weixdorf gehört. Benannt ist sie nach Samuel David Roller (1779–1850), der von 1811 bis zu seinem Tod Pfarrer in Lausa war. In der Kirche konfirmierte er 1816 den nachmaligen Porträt- und Historienmaler Wilhelm von Kügelgen, der Roller in seinen 1870 postum veröffentlichten Jugenderinnerungen eines alten Mannes ein literarisches Denkmal setzte.

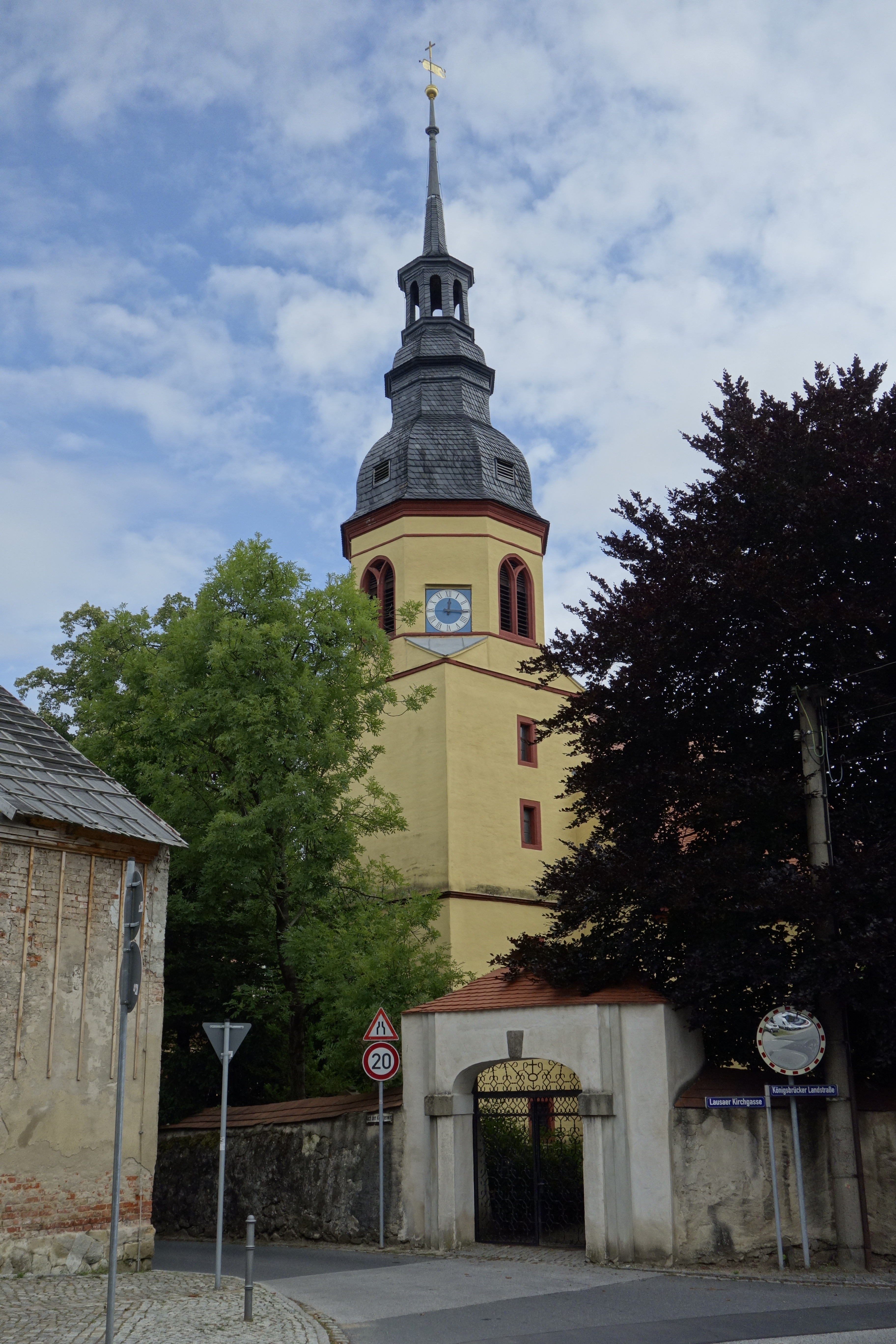
Tor zur Kirche an der Königsbrücker Landstraße Ecke Lauser Kirchgasse, das Kirchenschiff wird durch den rechten Baum verdeckt

Als Sachgesamtheit stehen Kirche und Kirchhof unter Denkmalschutz. In der Denkmalliste sind als Einzeldenkmale aufgeführt: Kirche, Einfriedungsmauer, Denkmal für die Gefallenen des Ersten Weltkriegs und Denkmal für die Gefallenen des Zweiten Weltkriegs, historische Grabmale sowie die Lutherlinde als Gartendenkmal. Ein weiterer Gedenkbaum, die Dohna-Eiche, ist als Naturdenkmal geschützt.

## Geschichte
Die Entstehungszeit der ältesten Lausaer Kirche ist unbekannt; in einer auf das Jahr 1346 datierten Matrikel des Bistums Meißen wird Lausa bereits als Pfarrdorf bezeichnet. Der sorbischstämmige Name (im Gegensatz zu Lausas Nachbarorten Weixdorf und Friedersdorf) deutet darauf hin, dass das Dorf und seine Kirche bereits deutlich älter sind. Vermutlich entstand die hölzerne Kirche bereits im 12. Jahrhundert, nicht gesichert ist die Nachricht einer im Jahr 929 bestehenden Kirche. Infolge der Hussitenkriege wurde die Kirche 1429 zerstört. Der vermutlich bald darauf erfolgte Wiederaufbau in Form eines Steinbaus bildet den Grundstein des heutigen Bauwerks. Damit ist die Lausaer Kirche eine der ältesten Kirchen in Dresden. Seit der Einführung der Reformation in Sachsen 1539 ist die Kirchgemeinde evangelisch-lutherisch.
Die Herrschaft des nach Lausa eingepfarrten Ritterguts Hermsdorf unterstützte die Kirchgemeinde, sodass ab 1607 ein Umbau der Kirche erfolgte und sie 1624 einen Turm erhielt. Der kurfürstliche Amtsverwalter in Hermsdorf schenkte der Kirche 1630 zum Reformationsfest eine neue Kanzel. Im seit 1618 anhaltenden Religionskrieg in Deutschland, dem Dreißigjährigen Krieg, erlitt die Kirche 1637 schweren Schaden während schwedischer Besetzung; das Pfarrhaus brannte nieder, wodurch die darin gelagerten Kirchenbücher verloren gingen.
Nach dem Wiederaufbau der steinernen Kirche in der Zeit um 1640/1650 erfolgte wohl um 1660 der Anbau der Sakristei. Ein weiterer Anbau erfolgte 1729 am Haupteingang im Rahmen einer Generalreparatur, bei der auch das Hauptgesims vereinheitlicht wurde. Bei der Turmerneuerung im Jahr 1786 kam die Wetterfahne auf seine Spitze; die Rundbogenfenster erhielt der Turm 1817, als er auf seine heutige Höhe von 34 Metern gebracht wurde.
Im Innenraum gab es 1912 eine weitere bauliche Änderung, 1986/87 erfolgte eine umfassende Renovierung.

## Kirchengebäude

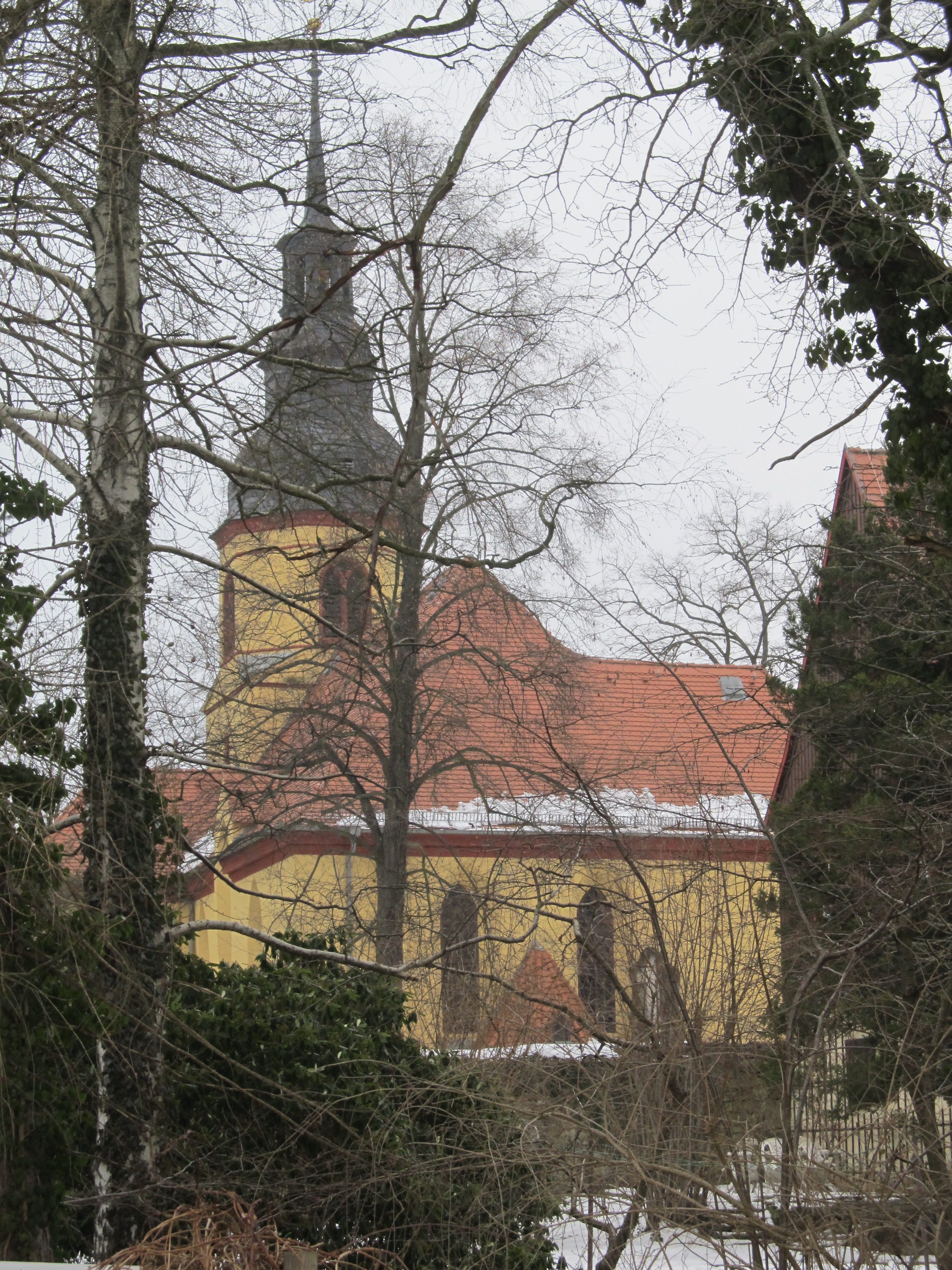
Ostseite der Kirche mit dem Grabmal der Burggräfin Marianna Amalia zu Dohna (weißes Kreuz), Lutherlinde (mittlerer Baum) und Pfarrhaus (rechter Bildrand)

Die Kirche befindet sich relativ zentral in Lausa. Das Ensemble aus Pfarrhaus, Pfarrteich, Kirche, Kirchhof und Einfriedung (sowie einigen Gebäuden jüngeren Datums) wird im Süden und Osten durch einen Bogen der nach Westen respektive Norden führenden Königsbrücker Landstraße sowie im Nordwesten durch die Lausaer Kirchgasse umschlossen. Wenige Meter vor der nördlichen Kreuzung beider Straßen mündet der am Flughafenareal entspringende Schelsbach von Westen in den aus Süden kommenden Lausenbach. Gegenüber der Kirche, an der Lausaer Kirchgasse 1–3, steht das denkmalgeschützte Gebäude der ehemaligen Kirchschule, in dem die Gemeinde 2011 den evangelischen Kindergarten „Himmelsschlüssel“ eröffnete.
Im Pfarrgarten stehen zwei Gedenkbäume: Die 1815 gepflanzte Dohna-Eiche erinnert an die Hermsdorfer Burggräfin Marianna Amalia zu Dohna, die 1805 infolge einer Totgeburt starb und an der Kirche bestattet wurde. Seit 1958 ist sie als Naturdenkmal geschützt. Eine 1883 an der Nordseite der Kirche gepflanzte und ebenfalls 1958 unter Schutz gestellte Lutherlinde starb durch zu starken Baumschnitt Ende der 1960er Jahre ab. Ein an ihr angebrachtes Flachbild Luthers wurde daraufhin an eine jüngere, östlich der Kirche stehende Linde genagelt, wodurch sich auch der Name auf sie übertrug.
Die Insel im Pfarrteich wird als Standort einer verschwundenen, mittelalterlichen Wasserburg in Lausa vermutet.

### Außenansicht

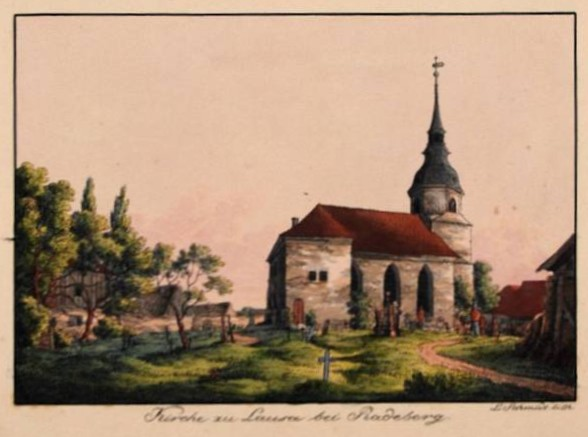
Lausaer Kirche um 1850, das Hauptgesims ist noch nicht durchschlagen.

Die heutige Form der Kirche entstammt der Zeit des Wiederaufbaus in der Mitte des 17. Jahrhunderts. Sie ist eine Saalkirche mit rechteckigem Grundriss, einer einfachen Dorfkirche entsprechend. An das geostete Kirchenschiff angebaut ist an der Nordostecke die Sakristei, die etwa ein Jahrzehnt nach dem Wiederaufbau entstand. Wenige Jahrzehnte älter als diese ist der quadratische Kirchturm als westlicher Bauwerksabschluss. Der Haupteingang liegt im Südwestanbau, die Inschrift „Anno 1729“ am Schlussstein über der Tür weist auf dessen Anbauzeit hin.
Kleinere Anbauten gibt es außerdem an der rückwärtigen, nördlichen Turmseite (bündig mit dem Kirchenschiff abschließend), an der Ostwand sowie an der Südwand (separater Altareingang). An und vor den Außenwänden der Kirche befinden sich mehrere Gräber und Grabmale.
Die verputzten Außenmauern und das kräftige Hauptgesims lassen die Kirche schlicht und einheitlich erscheinen. Von den hohen Spitzbogenfenstern des Langhauses wurde beidseits das jeweils hinterste im 19. Jahrhundert über das durchschlagene Hauptgesims geführt. Vom gelben Putz heben sich die roten Absetzungen des Gesims und einiger Fenster ab. Rot sind ebenfalls die Ziegeldächer, einzig die geschweifte Haube und Laterne des Turms sind schiefergedeckt. Der quadratische Westturm ist ab der Firsthöhe bis zur Haube durch Abschrägungen achteckig und hat dort an den vier Hauptseiten Schallfenster. An der südwestlichen und der nordöstlichen Wand des Achtecks sitzen Ziffernblätter der Turmuhr, die beiden restlichen Seiten haben keinen Wanddurchbruch.

### Innenansicht
Der Turm hat ein vierstrahlige Sterngewölbe mit aufgeputzten Rippen. Die Verbindungstür zum Kirchenschiff hat an der Innenseite noch einen Rundbogen und dürfte einstmals der Haupteingang zur Kirche gewesen sein. Das Kirchenschiff hat eine stuckierte Flachdecke.

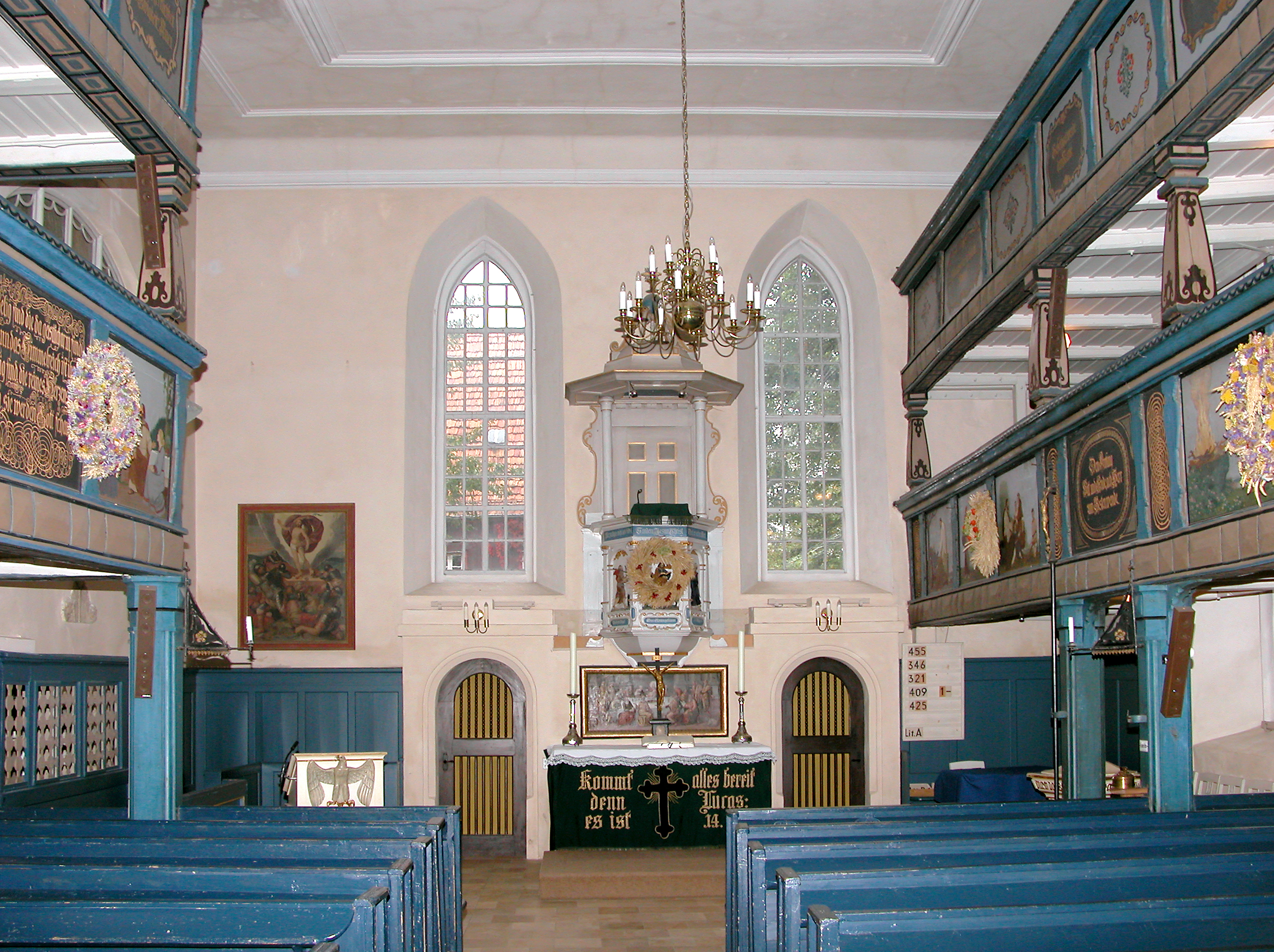
Pastor-Roller-Kirche 2006

An den Längsseiten des Schiffs ziehen sich zweigeschossige Emporen mit Emporenmalerei hin. Die Empore der Südseite ist wohl aus der Zeit um 1624 und zieht sich auf voller Länge durch das Schiff, wobei der 18 Meter lange Balken eine handgearbeitete Quaderung aufweist. Die 1808 eingebaute Empore der Nordseite ist kürzer und hat aufgemalte Ornamente. Ihr benachbart befindet sich über der Sakristei die Betstube der ehemaligen Hermsdorfer Patronatsherrschaft. Die Orgelempore ist eingeschossig, Reste an der Orgel weisen auf eine frühere Empore hin. Die sehenswerte Saaldecke entstammt dem 18. Jahrhundert.
Bei einer umfassenden Erneuerung des Kircheninnern, die ein Lausaer Architekt 1912 vornahm, erhielt die Empore bildliche Darstellungen von Szenen der biblischen Geschichte.

## Ausstattung

### Altar und Kanzel
Ein vermutlich ehemals zum Altar gehöriges und auf das Jahr 1572 datiertes Bild zeigt die Auferstehung Christi. Das gegenwärtige Altarbild aus der Zeit um 1660 zeigt das Abendmahl mit den zwölf Jüngern.
Die Kanzel ist ein 1630 zum Reformationsfest übergebenes Geschenk des kurfürstlichen Amtsverwalters in Hermsdorf, Christian Knauth. Sie zeigt in fünf geschnitzten Feldern vermutlich die Evangelisten und den Apostel Paulus. In späterer Zeit wurde sie weiß überstrichen.
Ihren ursprünglichen Platz hatte die Kanzel an der Nordseite neben der Loge, die zu dem Zeitpunkt wohl den Zweck der Aufbewahrung des Leichentuchs hatte. Mit dem Einbau einer weiteren Empore wurde die Kanzel an die Ostseite über den Altar verlegt und die Loge zu einem Gebetsraum der Rittergutsbesitzer umgebaut.

### Taufstein
Der Taufstein ist eine 1940 getätigte Schenkung des Prinzen Hermann von Schönburg-Waldenburg. Getrennt wird eine vergoldete Taufschale aufbewahrt.

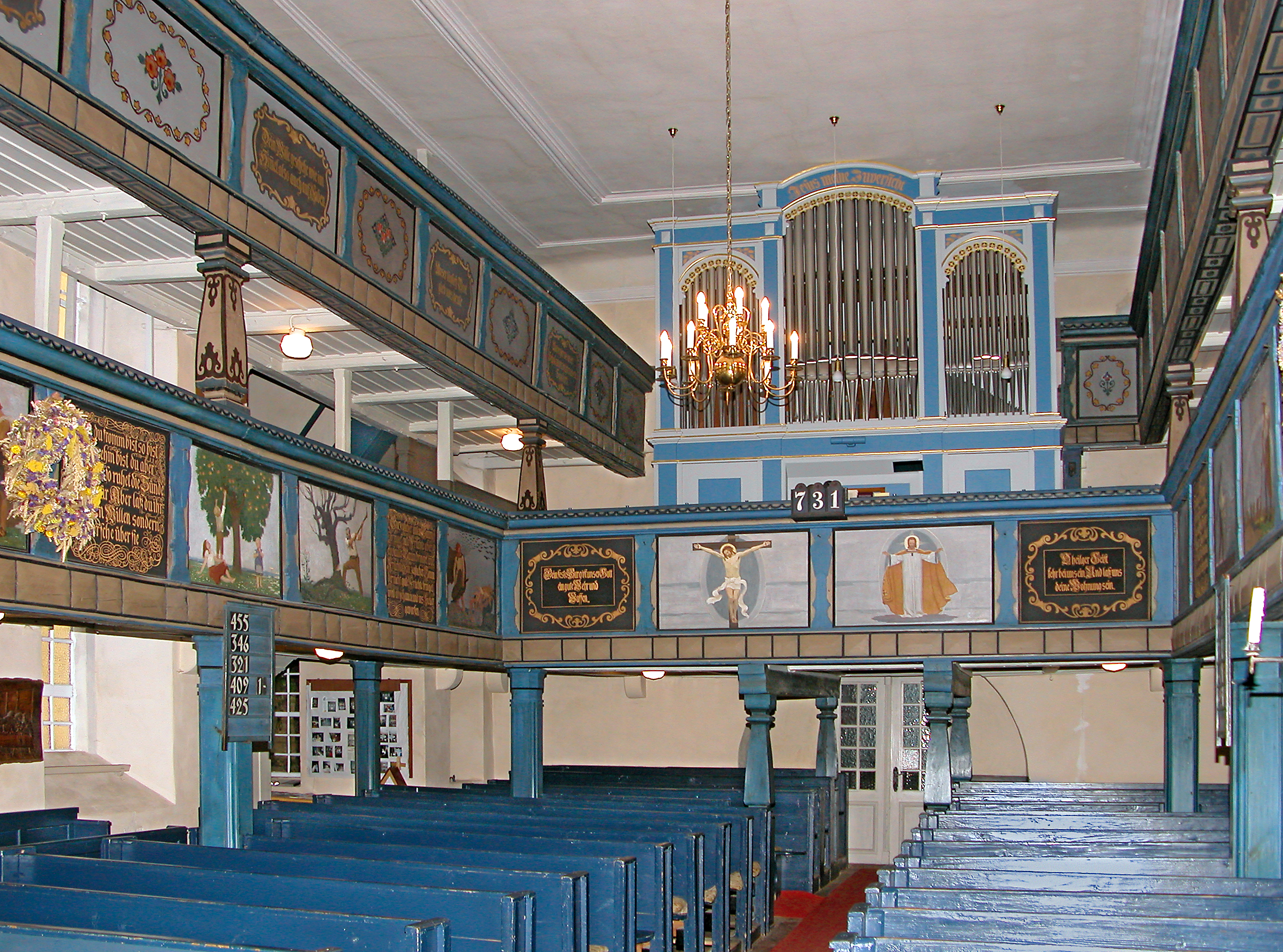
Pastor-Roller-Kirche 2006

### Glocken und Orgel
Nachdem die große Glocke gesprungen war, erhielt die Kirche 1871 oder 1872 ein neues, dreiteiliges Geläut aus Bronze, das 1917 eingeschmolzen wurde. Nach dem Ersten Weltkrieg erhielt die Kirche Stahlglocken.
Im Jahr 1855 bekam die Kirche eine Jahn-Orgel, die nach einem 1905 erfolgten Blitzschlag von Jehmlich erneuert wurde und dabei ein zweites Manual sowie einen neuen Prospekt erhielt.

### Sonstige Ausstattung
Der Holzbildhauer Franz Rädlein (1890–1966) schuf ein Ecce homo.
In der einstigen Patronatsloge der Hermsdorfer Rittergutsbesitzer ist eine kleine Ausstellung zur Kirchengeschichte untergebracht. Unter anderem werden dort drei tönerne Ofenfüße mit Blattmasken aus der Zeit um 1680 aufbewahrt.

## Friedhof

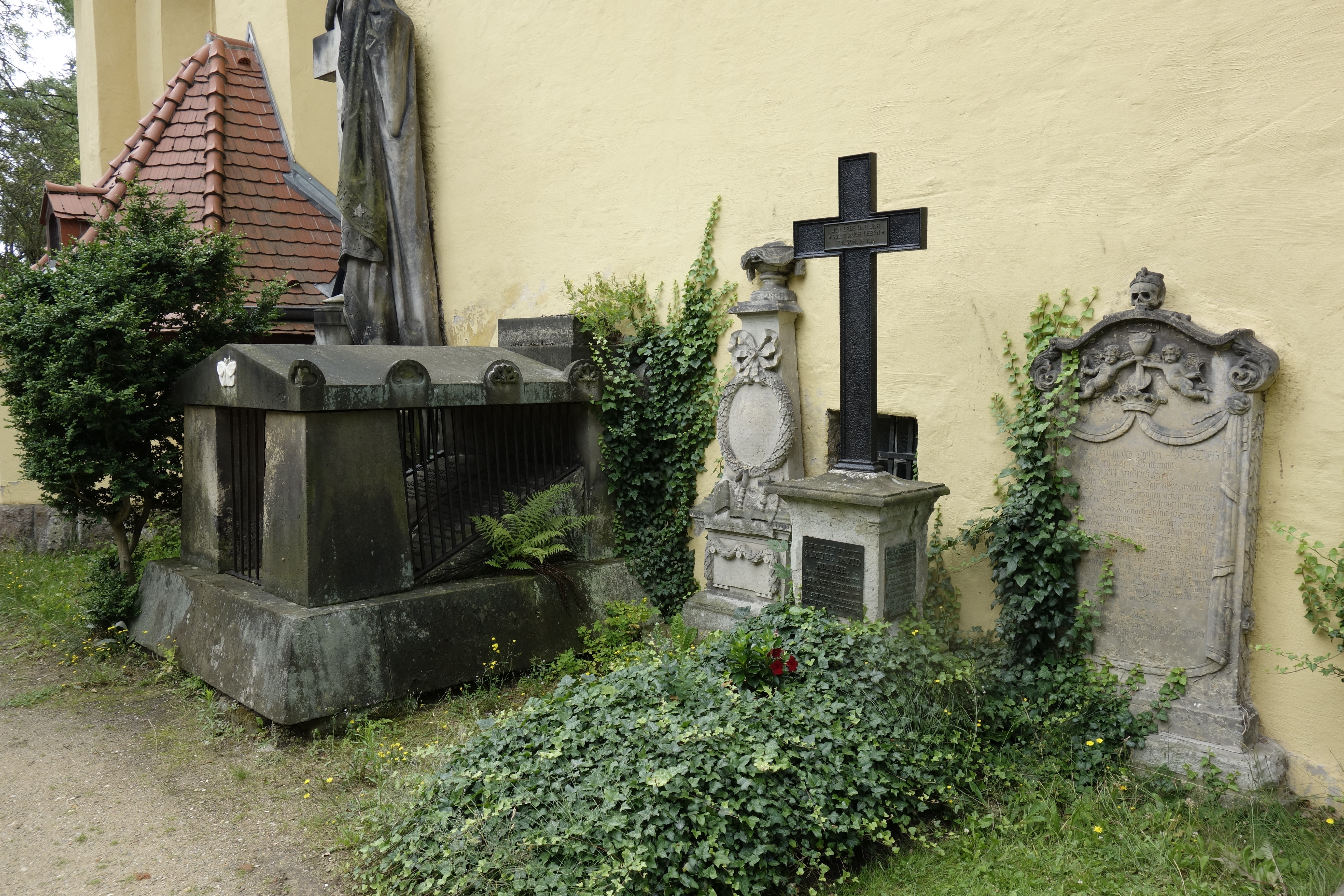
Grab von Pastor Samuel David Roller (schwarzes Kreuz) an der Ostseite

In der auf das Jahr 1346 datierten Meißner Bistumsmatrikel wird eine Bestattung erwähnt. Mit einer Fläche von 0,2 Hektar um das Kirchenschiff ist der im 19. Jahrhundert geschlossene Lausaer Kirchhof einer der kleineren Friedhöfe in Dresden. Infolge Bevölkerungswachstums erweiterte die Gemeinde um 1830 den für Fremde rund 300 Meter nordöstlich der Kirche zwischen Königsbrücker Landstraße, Hermsdorfer Allee und der Flurgrenze bestehenden neuen Friedhof. Eine Bestattung eines Großokrillaer Bauern ist für den 3. April 1770 dokumentiert. Die erste Bestattung eines Einheimischen nach der Erweiterung traf den Bauern Thalheim, der bei einem Gewitter unter einer jungen Linde vom Blitz getroffen wurde. Merkwürdig für die Kirchgemeinde war der Umstand, dass er auch das erste Fuder Steine für die Friedhofsmauer lieferte.
Auf dem Kirchhof erhalten sind die Gräber oder Grabmale der Pfarrer Theodorus Schumann († 1632), Jonathan Glasewaldt († 1768), Friedrich Karg († 1787) und Samuel David Roller († 1850). Schumanns Grabmal, zugleich das älteste erhaltene des Kirchhofs, zeigt ihn in Lebensgröße mit Halskrause und Talar.
Kunstgeschichtlich von regionalem Interesse ist der frühklassizistische Grabtempel der Charlotte Sophie Gräfin von Hoym († 1808) und der Charlotte Dorothea von Schönberg († 1789). Neben anderen adligen Mitgliedern der Hermsdorfer Rittergutsbesitzer fand auch Marianna Amalia Burggräfin und Gräfin zu Dohna (1779–1805), die mit 26 Jahren wenige Tage nach einer Totgeburt verstarb, ihre Ruhestätte auf dem Kirchhof. Ihr am Langhaus befindliches, fünf Meter hohes Grabmal schuf ein italienischer Steinmetz, der für Arbeiten an der Katholischen Hofkirche in Dresden weilte. Es zeigt in Sandstein ein großes Kreuz mit übergeworfenem Tuch.
Daneben gibt es Gedenkstätten für die Opfer des Ersten und (nach 1990) des Zweiten Weltkriegs.

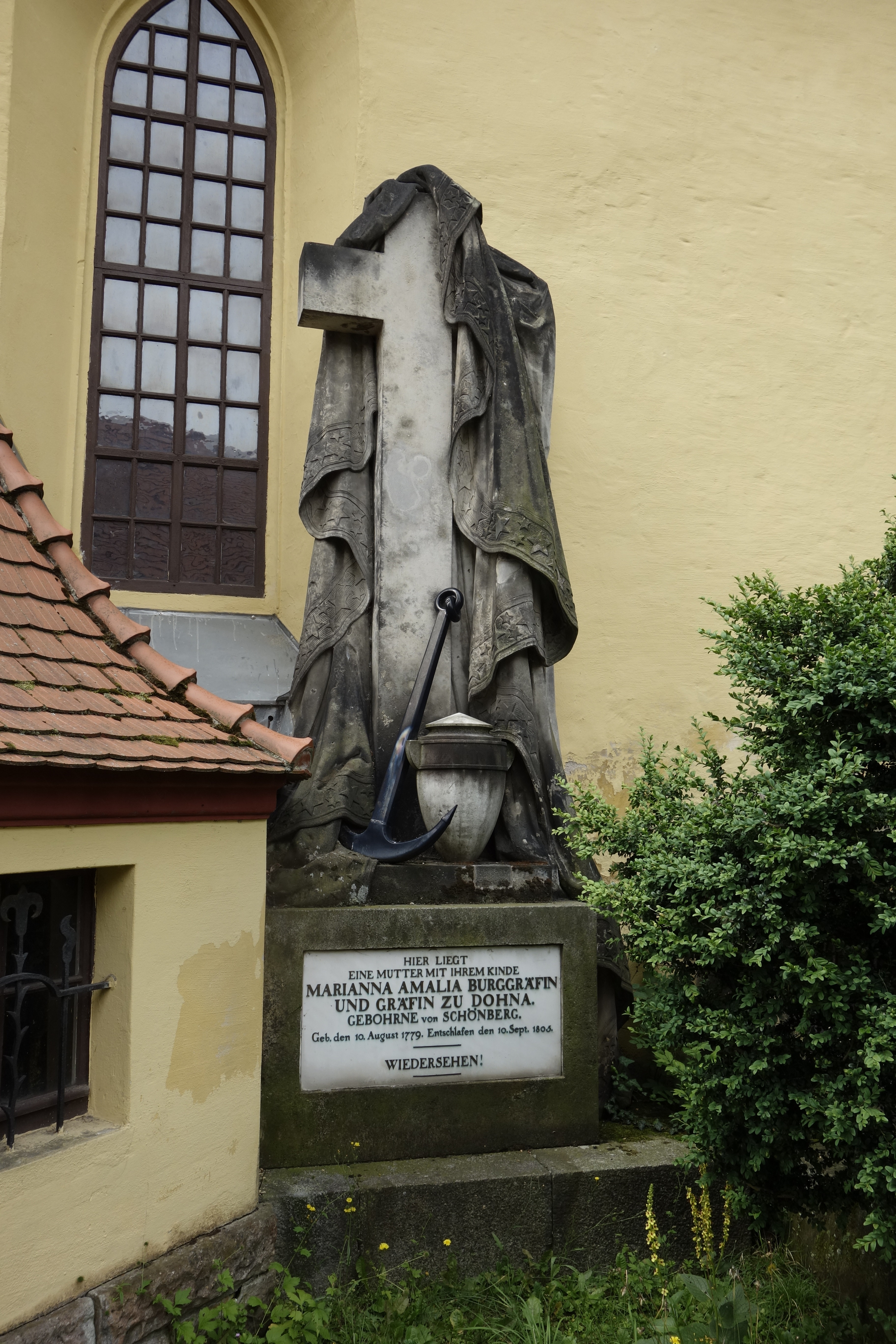
Grabmal der Marianna Amalia Burggräfin und Gräfin zu Dohna
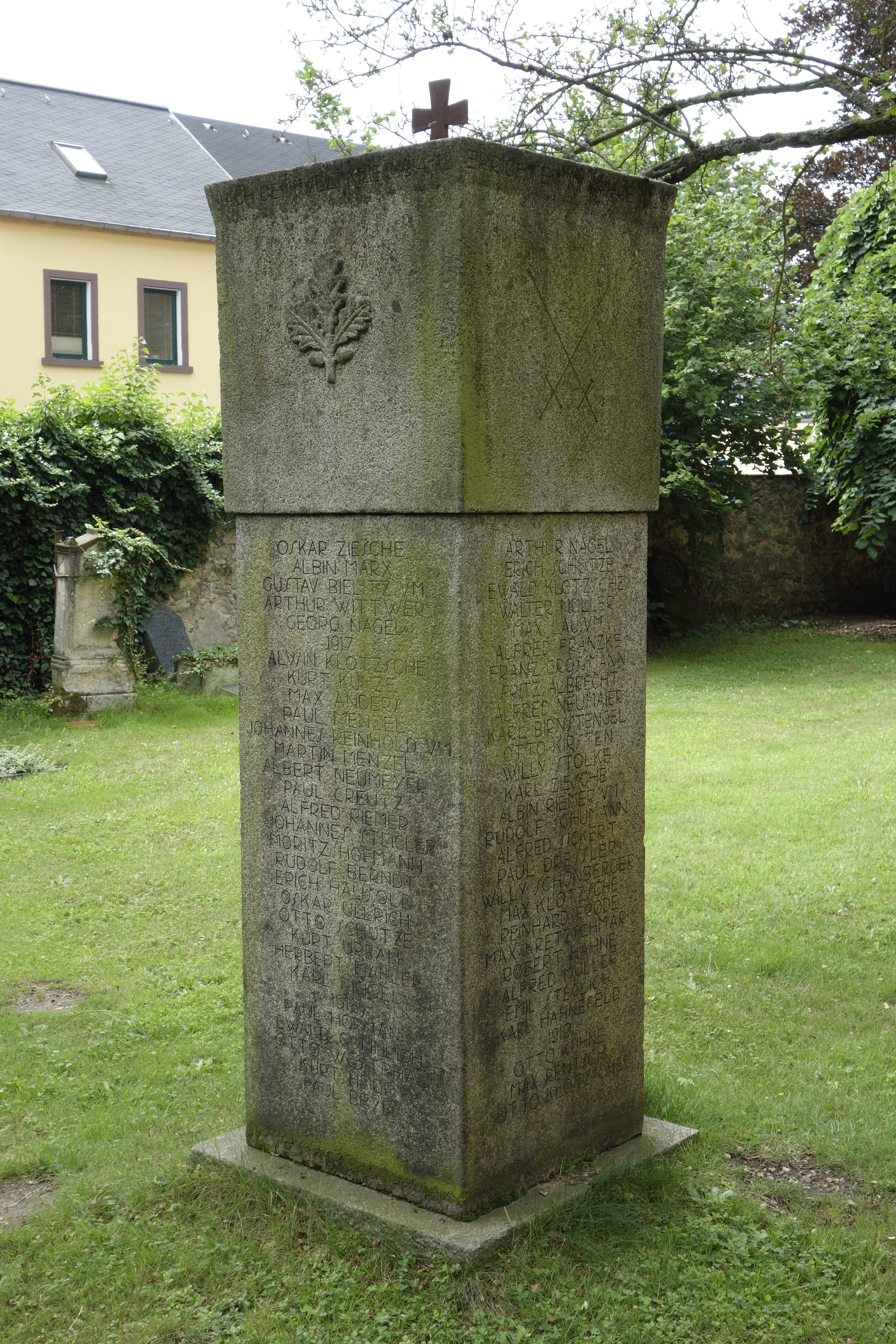
Gedenkstein für die Gefallenen des Ersten Weltkriegs
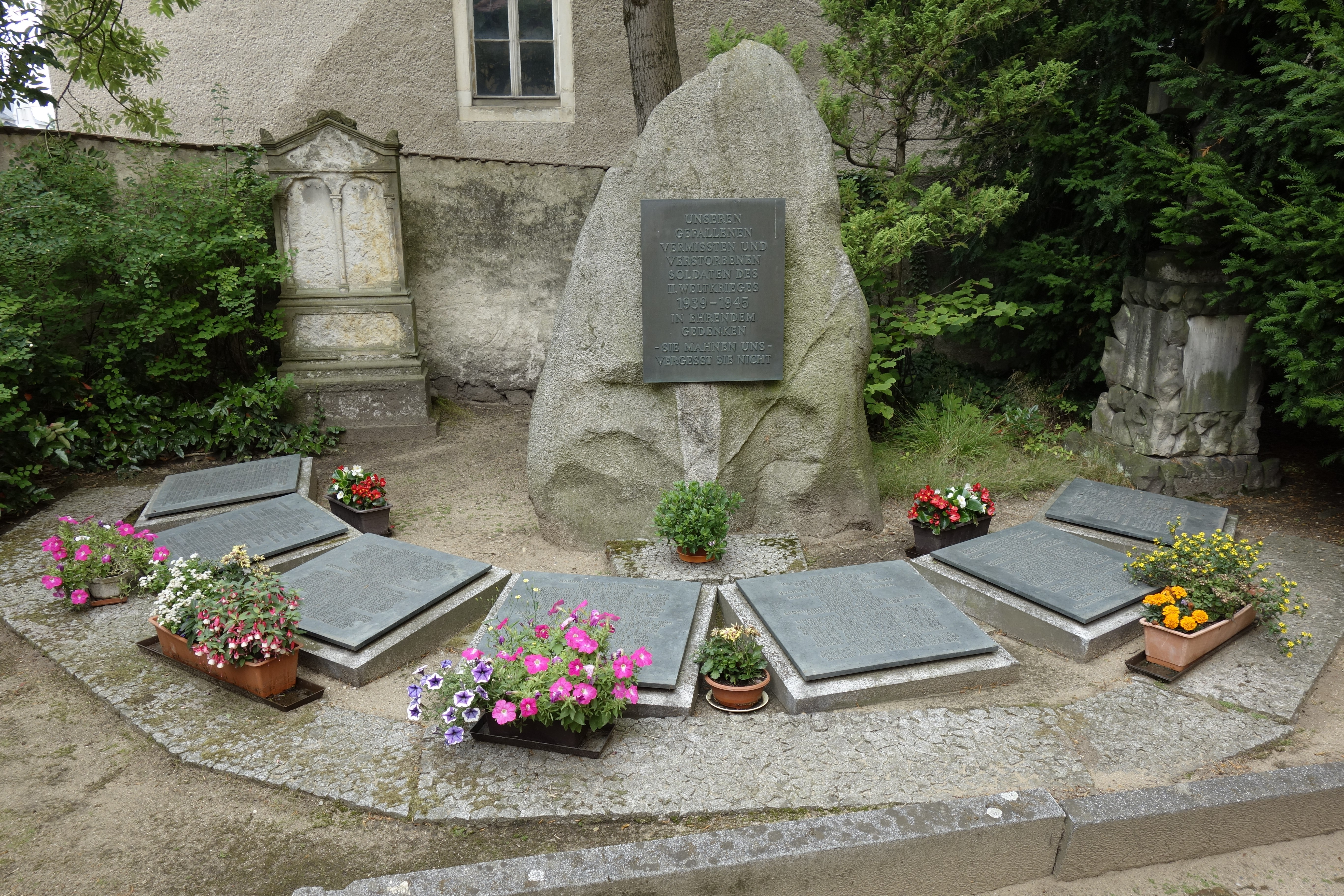
Mahnmal für die Opfer des Zweiten Weltkriegs

## Kirchbauverein Weixdorf
Der im Jahr 2020 gegründete Kirchbauverein Weixdorf e. V. ist als gemeinnützig anerkannt. 
Zweck des Vereins ist 
- die Förderung der Heimatpflege und Heimatkunde;
- die Förderung des Denkmalschutzes und der Denkmalpflege;
- die Förderung von Kunst und Kultur.

Der Satzungszweck wird insbesondere verwirklicht durch
- die Förderung von Bau-, Sanierungs-, und Erhaltungsmaßnahmen an dem denkmalgeschützten Gebäude der Evangelisch-Lutherischen Kirche zu Weixdorf und an den der Kirche zugehörigen Nebengebäuden,
- die Herstellung und Mobilisierung einer breiten Öffentlichkeit für die Erhaltung und denkmalgerechte Sanierung von Kirche und zugehörigen Nebengebäuden sowie
- das Einwerben von Spenden und
- die Förderung und sonstige Unterstützung von Bau- und Restaurierungsvorhaben.

Der Verein hat sich als erste Aufgabe die Unterstützung der Innensanierung der Weixdorfer Kirche gestellt, die in vier Bauabschnitten erfolgen soll. 
Zu den regelmäßigen Veranstaltungen des Vereins gehören vier Sommercafés an den Donnerstagen vor den Sommerferien im Pfarrgarten, die Teilnahme am Tag des offenen Denkmals und dem Weixdorfer Adventskalender.